# إدوارد س. ستيرنز
إدوارد س. ستيرنز (بالإنجليزية: Edward C. Stearns) هو شخصية أعمال أمريكي، ولد في 12 يوليو 1856 في سيراكيوز في الولايات المتحدة، وتوفي بنفس المكان في 21 أبريل 1929.